# Braziliaanse presidentsverkiezingen 2022
De Braziliaanse presidentsverkiezingen in 2022 vinden plaats in twee rondes waarvan de eerste werd gehouden op 2 oktober. De eerste ronde werd gewonnen door de voormalige president Luiz Inácio Lula da Silva van de Arbeiderspartij, van de zittende president Jair Bolsonaro van de Liberale Partij. De tweede ronde vond plaats op 30 oktober tussen deze twee kandidaten en deze ronde werd nipt gewonnen door Lula.

## Kaart

Uitslag eerste ronde per staat
Uitslag tweede ronde per gemeente Ingezoomd op de metropolen van Brasilia, Belo Horizonte, Rio de Janeiro, São Paulo en Porto Alegre

## Uitslag
| Kandidaat                                  | Partij                  | Vice                    | Partij                  | 1e ronde    | 1e ronde   | 2e ronde      | 2e ronde      | Gekozen President                                                       |
| Kandidaat                                  | Partij                  | Vice                    | Partij                  | Stemmen     | Percentage | Stemmen       | Percentage    | Gekozen President                                                       |
| ------------------------------------------ | ----------------------- | ----------------------- | ----------------------- | ----------- | ---------- | ------------- | ------------- | ----------------------------------------------------------------------- |
| Luiz Inácio Lula da Silva                  | PT                      | Geraldo Alckmin         | PSB                     | 57.258.115  | 48,43      | 60.345.999    | 50,90         | Luiz Inácio Lula da Silva (2022), Superior Tribunal de Justiça Noticias |
| Jair Bolsonaro                             | PL                      | Braga Netto             | PL                      | 51.071.277  | 43,20      | 58.206.354    | 49,10         | Luiz Inácio Lula da Silva (2022), Superior Tribunal de Justiça Noticias |
| Simone Tebet                               | MDB                     | Mara Gabrilli           | PSDB                    | 4.915.306   | 4,16       | Geen deelname | Geen deelname | Luiz Inácio Lula da Silva (2022), Superior Tribunal de Justiça Noticias |
| Ciro Gomes                                 | PDT                     | Ana Paula Matos         | PDT                     | 3.599.201   | 3,04       | Geen deelname | Geen deelname | Luiz Inácio Lula da Silva (2022), Superior Tribunal de Justiça Noticias |
| Soraya Thronicke                           | UNIÃO                   | Marcos Cintra           | UNIÃO                   | 600.953     | 0,51       | Geen deelname | Geen deelname | Luiz Inácio Lula da Silva (2022), Superior Tribunal de Justiça Noticias |
| Felipe d'Avila                             | NOVO                    | Tiago Mitraud           | NOVO                    | 559.680     | 0,47       | Geen deelname | Geen deelname | Luiz Inácio Lula da Silva (2022), Superior Tribunal de Justiça Noticias |
| Padre Kelmon Luís da Silva Souza           | PTB                     | Pastor Gamonal          | PTB                     | 81.127      | 0,07       | Geen deelname | Geen deelname | Luiz Inácio Lula da Silva (2022), Superior Tribunal de Justiça Noticias |
| Léo Péricles                               | UP                      | Samara Martins          | UP                      | 53.518      | 0,05       | Geen deelname | Geen deelname | Luiz Inácio Lula da Silva (2022), Superior Tribunal de Justiça Noticias |
| Sofia Manzano                              | PCB                     | Antonio Alves           | PCB                     | 45.615      | 0,04       | Geen deelname | Geen deelname | Luiz Inácio Lula da Silva (2022), Superior Tribunal de Justiça Noticias |
| Vera Lúcia Salgado                         | PSTU                    | Raquel Tremembé         | PSTU                    | 25.623      | 0,02       | Geen deelname | Geen deelname | Luiz Inácio Lula da Silva (2022), Superior Tribunal de Justiça Noticias |
| José Maria Eymael                          | DC                      | João Bravo              | DC                      | 16.603      | 0,01       | Geen deelname | Geen deelname | Luiz Inácio Lula da Silva (2022), Superior Tribunal de Justiça Noticias |
| Totaal geldige stemmen                     | Totaal geldige stemmen  | Totaal geldige stemmen  | Totaal geldige stemmen  | 118.227.018 | 95,59      | 118.552.353   | 95,41         | Luiz Inácio Lula da Silva (2022), Superior Tribunal de Justiça Noticias |
| Blancostemmen                              | Blancostemmen           | Blancostemmen           | Blancostemmen           | 1.964.764   | 1,59       | 1.769.678     | 1,43          | Luiz Inácio Lula da Silva (2022), Superior Tribunal de Justiça Noticias |
| Ongeldige stemmen                          | Ongeldige stemmen       | Ongeldige stemmen       | Ongeldige stemmen       | 3.487.847   | 2,82       | 3.930.765     | 3,16          | Luiz Inácio Lula da Silva (2022), Superior Tribunal de Justiça Noticias |
| Totaal aantal stemmen                      | Totaal aantal stemmen   | Totaal aantal stemmen   | Totaal aantal stemmen   | 123.679.629 | 79,05      | 124.252.796   | 79,42         | Luiz Inácio Lula da Silva (2022), Superior Tribunal de Justiça Noticias |
| Onthoudingen                               | Onthoudingen            | Onthoudingen            | Onthoudingen            | 32.766.498  | 20,95      | 32.200.558    | 20,58         | Luiz Inácio Lula da Silva (2022), Superior Tribunal de Justiça Noticias |
| Totaal stemgerechtigden                    | Totaal stemgerechtigden | Totaal stemgerechtigden | Totaal stemgerechtigden | 156.454.011 | 100,00     | 156.453.354   | 100,00        | Luiz Inácio Lula da Silva (2022), Superior Tribunal de Justiça Noticias |
| Bron: (pt) GLOBO - Eleição para Presidente |                         |                         |                         |             |            |               |               | Luiz Inácio Lula da Silva (2022), Superior Tribunal de Justiça Noticias |